# Nizina Senegalu
Nizina Senegalu (Nizina Senegalska, Nizina Zachodnioafrykańska) – nizina nadbrzeżna w Afryce Zachodniej, rozciągająca się wzdłuż wybrzeży Oceanu Atlantyckiego, na terytorium: Gwinei Bissau, Senegalu, Gambii, Mauretanii, Sahary Zachodniej i południowego Maroka. Ma ok. 2000 km długości i 300–600 km szerokości. Jest równiną aluwialną o wysokości nie przekraczającej 200 m n.p.m. Na północy, w strefie klimatu zwrotnikowego ma charakter pustynny i jest prawie niezamieszkana. W części południowej, wraz ze wzrostem wilgotności pustynia przechodzi stopniowo w sawannę, wpierw kolczastą, potem suchą i wilgotną.
Intensywnie rozwija się tam hodowla bydła, owiec i kóz. Na południu dużą część obszaru stanowią lasy równikowe, zamienione w wielu miejscach w pola uprawne. Na północy występują złoża miedzi, na południu – fosforyty i tytan. Południowa, podrównikowa część regionu jest niekiedy wydzielana jako odrębną Nizinę Gambii.